# 125e brigade de chars (2e formation)
« 125e régiment de chars » redirige ici. Pour les articles homonymes, voir 125e brigade et 125e régiment.
La 125e brigade de chars (en russe : 125-я танковая бригада), est une unité blindée de l'Armée rouge pendant la Seconde Guerre mondiale. Stationnée en Extrême-Orient soviétique, elle participe à l'offensive soviétique de Mandchourie. Après guerre, devenue un régiment, elle rejoint la 3e puis 46e division de chars.

## Histoire

### Seconde Guerre mondiale
Une première 125e brigade de chars (ru) est formée en octobre 1941 et dissoute en janvier 1942.
La 125e brigade est à nouveau formée en février 1942 dans la région de Siboutchar en Extrême-Orient. Elle est subordonnée à la 35e armée du front d'Extrême-Orient à partir du 3 mars 1942. Elle est sans numéro jusqu'au 21 mai 1942.
En avril 1945, la 35e armée passe sous le rattachement du groupe de forces du Primorié (en) renommé 1er front d'Extrême-Orient le 5 août 1945.
La brigade participe à l'offensive contre les Japonais. Elle soutient d'abord l'attaque de la 363e division de fusiliers depuis Pavlo-Fiodorovka (ca). Le 9 août, au déclenchement de l'assaut, seuls dix chars parviennent à franchir la Soungatcha. Le 3e bataillon de la brigade forme l'unité principale d'une force mobile destinée à couper la voie ferrée Hulin-Mishan tandis que les autres unités de la brigade restent en soutien de la 363e division puis sont affectées à la consolidation des routes logistiques en arrière des forces soviétiques. Le lendemain, la brigade (moins le 3e bataillon) retourne à Pavlo-Fiodorovka où elle embarque par voie ferrée. Elle rejoint après plusieurs détours la 363e division à Mishan par chemin de fer tandis que le 3e bataillon continue de mener des actions de combat isolé.
La 125e brigade reçoit le 19 septembre 1945 l'ordre de Souvorov, 2e classe, parmi les nombreuses unités récompensées « pour la traversée de la rivière Oussouri, la percée des zones fortifiées de Hutou (en), Mishan, Ogranitsen et Dongning et la prise des villes de Mishan, Jilin, Yanji et Harbin ».

### Guerre froide
La brigade est transformée le 12 janvier 1946 en 125e régiment de chars (no  d'unité 12956) et passe le 14 avril 1946 sous le rattachement de la 3e division de chars, stationnée à Pokrovka au sein de la 25e armée du district militaire du Primorié.
La 3e division de chars est renumérotée 46e le 30 avril 1957. Le 125e régiment est dissous en même temps que sa division, en novembre 1959.